# Selección de fútbol de Vietnam del Sur
La Selección de fútbol de Vietnam del Sur fue el equipo nacional de Vietnam del Sur entre 1949 y 1975. Tomó parte en las dos primeras finales de la Copa de Asia, terminando cuarto en ambas ocasiones. El equipo dejó de existir cuando Vietnam del Norte y del Sur se integraron en la República Socialista de Vietnam. A pesar de que Vietnam del Norte salió victorioso en la unificación, la actual selección de fútbol de Vietnam se considera sucesora de la selección de fútbol de Vietnam del Sur (no de la selección de Vietnam del Norte), ya que Vietnam unificado heredó la membresía de Vietnam del Sur en la FIFA y la AFC.

## Estadísticas

### Copa Mundial de Fútbol
| Copa Mundial de Fútbol               | Copa Mundial de Fútbol  | Copa Mundial de Fútbol  | Copa Mundial de Fútbol  | Copa Mundial de Fútbol  | Copa Mundial de Fútbol  | Copa Mundial de Fútbol  | Copa Mundial de Fútbol  |
| Año                                  | Ronda                   | J                       | G                       | E                       | P                       | GF                      | GC                      |
| ------------------------------------ | ----------------------- | ----------------------- | ----------------------- | ----------------------- | ----------------------- | ----------------------- | ----------------------- |
| 1930 - 1938                          | No existía la selección | No existía la selección | No existía la selección | No existía la selección | No existía la selección | No existía la selección | No existía la selección |
| Como Vietnam                         |                         |                         |                         |                         |                         |                         |                         |
| 1950 - 1954                          | No participó            | No participó            | No participó            | No participó            | No participó            | No participó            | No participó            |
| Como Vietnam del Sur                 |                         |                         |                         |                         |                         |                         |                         |
| 1966 - 1970                          | No participó            | No participó            | No participó            | No participó            | No participó            | No participó            | No participó            |
| 1974                                 | No clasificó            | No clasificó            | No clasificó            | No clasificó            | No clasificó            | No clasificó            | No clasificó            |
| Véase Selección de fútbol de Vietnam |                         |                         |                         |                         |                         |                         |                         |
| Total                                | 0/7                     | -                       | -                       | -                       | -                       | -                       | -                       |

### Copa Asiática
| Copa Asiática                        | Copa Asiática        | Copa Asiática        | Copa Asiática        | Copa Asiática        | Copa Asiática        | Copa Asiática        | Copa Asiática        |
| Año                                  | Ronda                | J                    | G                    | E                    | P                    | GF                   | GC                   |
| Como Vietnam del Sur                 | Como Vietnam del Sur | Como Vietnam del Sur | Como Vietnam del Sur | Como Vietnam del Sur | Como Vietnam del Sur | Como Vietnam del Sur | Como Vietnam del Sur |
| ------------------------------------ | -------------------- | -------------------- | -------------------- | -------------------- | -------------------- | -------------------- | -------------------- |
| 1956                                 | Cuarto lugar         | 3                    | 0                    | 1                    | 2                    | 6                    | 9                    |
| 1960                                 | Cuarto lugar         | 3                    | 0                    | 0                    | 3                    | 2                    | 12                   |
| 1964                                 | No clasificó         | No clasificó         | No clasificó         | No clasificó         | No clasificó         | No clasificó         | No clasificó         |
| 1968                                 | No clasificó         | No clasificó         | No clasificó         | No clasificó         | No clasificó         | No clasificó         | No clasificó         |
| 1972                                 | Se retiró            | Se retiró            | Se retiró            | Se retiró            | Se retiró            | Se retiró            | Se retiró            |
| 1976                                 | No clasificó         | No clasificó         | No clasificó         | No clasificó         | No clasificó         | No clasificó         | No clasificó         |
| Véase Selección de fútbol de Vietnam |                      |                      |                      |                      |                      |                      |                      |
| Total                                | 2/6                  | 6                    | 0                    | 1                    | 5                    | 8                    | 21                   |

## Récord ante otras selecciones
Positivo
     Neutral
     Negativo
| Rival             | J  | G  | E | P  | GF | GC | GD  |
| ----------------- | -- | -- | - | -- | -- | -- | --- |
| Alemania Federal  | 1  | 0  | 0 | 1  | 1  | 2  | -1  |
| Australia         | 2  | 0  | 0 | 2  | 0  | 2  | -2  |
| Bangladés         | 1  | 0  | 1 | 0  | 1  | 1  | 0   |
| Camboya           | 13 | 2  | 4 | 7  | 14 | 14 | 0   |
| Hong Kong         | 10 | 4  | 2 | 4  | 16 | 12 | 4   |
| India             | 11 | 2  | 2 | 7  | 8  | 17 | -9  |
| Indonesia         | 15 | 5  | 1 | 9  | 25 | 36 | -11 |
| Israel            | 4  | 1  | 0 | 3  | 4  | 8  | -4  |
| Japón             | 2  | 1  | 0 | 1  | 3  | 2  | 1   |
| Kuwait            | 1  | 0  | 0 | 1  | 1  | 2  | -1  |
| Laos              | 6  | 5  | 1 | 0  | 24 | 1  | 23  |
| Líbano            | 1  | 0  | 1 | 0  | 1  | 1  | 0   |
| Federación Malaya | 11 | 6  | 1 | 4  | 16 | 29 | -1  |
| Malasia           | 20 | 4  | 6 | 10 | 30 | 42 | -1  |
| Birmania          | 12 | 0  | 2 | 10 | 8  | 25 | -12 |
| Nueva Zelanda     | 1  | 1  | 0 | 0  | 5  | 1  | 4   |
| Pakistán          | 1  | 0  | 1 | 0  | 1  | 1  | 0   |
| Filipinas         | 4  | 4  | 0 | 0  | 25 | 2  | 23  |
| Singapur          | 19 | 13 | 5 | 1  | 48 | 26 | 22  |
| Corea del Sur     | 21 | 0  | 7 | 14 | 20 | 48 | -28 |
| Taiwán            | 10 | 3  | 3 | 4  | 18 | 15 | 3   |
| Tailandia         | 18 | 11 | 3 | 4  | 30 | 21 | 9   |